# 존 레아

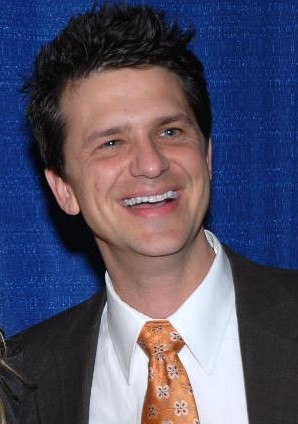

존 리어(John Lehr, 영어 발음: /lɪər/, 1967년 11월 25일 ~ )는 미국의 배우, 희극인이다.
오버랜드파크에서 태어났다.

## 출연 작품
- 아메리칸 카니발 (2006년) - 본인 역
- 버그 (2002년)
- 피너츠 송 (2002년) - 랠프 역
- 아주 오랜만에 만난 친구들 (1998, Since You've Been Gone)
- 미스터 제러시 (1997년)
- 키킹 앤 스크리밍 (1995년)

### 텔레비전
- Once and Again (2002)